# Liste der Oberbürgermeister von Radebeul
Die Ursprungsgemeinde Radebeul mit dem 1905 eingemeindeten Nachbarort Serkowitz wurde mit Wirkung vom 1. April 1924 zur Stadt erhoben. Das 1923 nach den im Laufe der Zeit erfolgten Eingemeindungen von Fürstenhain, Lindenau, Naundorf, Zitzschewig und Niederlößnitz zur Großgemeinde gewordene Kötzschenbroda erhielt am 5. Mai 1924 ebenfalls das Stadtrecht.

Das Wappen von Radebeul

Der als liberalistisch geltende Bürgermeister von Kötzschenbroda, Wilhelm Brunner, versuchte Anfang der 1930er Jahre, das zu dem Zeitpunkt kleinere Radebeul (Stand 1933: 12.949 Einwohner) nach Kötzschenbroda (Stand 1933: 18.909 Einwohner) einzugemeinden. Dies gelang ihm nicht. Im Gegenzug gemeindete Radebeul im Laufe des Jahres 1934 Wahnsdorf und Oberlößnitz mit zusammen 3.309 Einwohnern (Stand 1933) ein. Zum 1. Januar 1935 gelang es dem der NSDAP angehörenden Bürgermeister von Radebeul, Heinrich Severit, Kötzschenbroda einzugemeinden. Beide Städte wurden zur bezirksfreien Stadt Radebeul zusammengeschlossen und aufgrund der zum 30. Januar 1935 neuen Deutschen Gemeindeordnung am 1. April 1935 zum Stadtkreis erklärt (damals bereits etwa 35.000 Einwohner). Heinrich Severit, ab 1935 Oberbürgermeister, blieb im Amt bis 1945, während Wilhelm Brunner, kurzzeitig 2. Bürgermeister von Radebeul, 1935 als Oberbürgermeister nach Pirna berufen wurde, 1939 als Offizier zum Kriegsdienst eingezogen wurde und 1944 an einer schweren Verwundung in Dorpat (Estland) verstarb.
Die Kreisfreiheit der Stadt endete 1947, als sie wieder zum Kreis Dresden-Land kam. Am 1. Januar 1996 kam Radebeul mit der Auflösung des Kreises Dresden-Land zum Landkreis Meißen-Radebeul und wurde zur Großen Kreisstadt erklärt.

## Liste der Bürgermeister der Stadt Kötzschenbroda 1924–1934
(zum 1. Januar 1935 mit Radebeul zusammengeschlossen)
| von  | bis  | Name            | geb. | gest. | Partei | Bemerkungen |
| ---- | ---- | --------------- | ---- | ----- | ------ | --- |
| 1924 | 1929 | Oswald Hans     | 1866 | 1946  |        | Bürgermeister, Gemeindevorstand Niederlößnitz ab 1904, Ehrenbürger von Kötzschenbroda 1929                                               |
| 1929 | 1934 | Wilhelm Brunner | 1899 | 1944  |        | Bürgermeister, 1935 kurzzeitig 2. Bürgermeister von Radebeul, ab 1935 Oberbürgermeister in Pirna (2. Bürgermeister ab 1932: Ulrich Thon) |

## Liste der Bürgermeister der Stadt Radebeul 1924–1934
(zum 1. Januar 1935 mit Kötzschenbroda zusammengeschlossen)
| von  | bis  | Name                 | geb. | gest. | Partei | Bemerkungen |
| ---- | ---- | -------------------- | ---- | ----- | ------ | --- |
| 1924 | 1927 | Robert Werner        | 1862 | 1932  |        | Bürgermeister, Gemeindevorsteher seit 1893, Ehrenbürger von Radebeul 1927, ab 1927 Vorsitzender des Verschönerungs- und Verkehrsvereins für die Lößnitz. Namensgeber für den Robert-Werner-Platz |
| 1927 | 1933 | Karl Richard Knauthe | 1878 | 1939  |        | Bürgermeister |
| 1933 | 1934 | Heinrich Severit     | 1888 | 1977  | NSDAP  | Bürgermeister |

## Liste der Oberbürgermeister und Bürgermeister der vereinigten Stadt Radebeul ab 1935
| von  | bis  | Name             | geb. | gest. | Partei    | Bemerkungen |
| ---- | ---- | ---------------- | ---- | ----- | --------- | --- |
| 1935 | 1945 | Heinrich Severit | 1888 | 1977  | NSDAP     | Oberbürgermeister (weil die vereinten Städte Radebeul und Kötzschenbroda zum Stadtkreis wurden)                                                                       |
| 1945 |      | Gustav Philipp   | 1893 | 1972  | KPD       | Oberbürgermeister |
| 1945 |      | Günter Kalk      | 1910 | 1969  | KPD       | Oberbürgermeister |
| 1945 | 1946 | Georg Schroeter  | 1901 | 1972  | KPD/SED   | Oberbürgermeister |
| 1946 | 1947 | Johannes Schulze | 1890 | 1964  | LDP       | Oberbürgermeister |
| 1947 | 1950 | Oskar Mohr       | 1894 | ?     | LDP       | Bürgermeister (Radebeul kommt zum Kreis Dresden-Land) |
| 1950 | 1952 | Gerhard Martin   | 1915 | ?     | LDP       | Bürgermeister |
| 1952 | 1953 | Heinz Marschk    | 1919 | 2005  | LDPD      | Bürgermeister |
| 1953 | 1959 | Horst Prescher   | 1906 | 1991  | LDPD      | Bürgermeister |
| 1960 | 1965 | Gerhard Bensch   | 1912 | 1970  | LDPD      | Bürgermeister (1962–1964: Abgeordneter in der Volkskammer der 3. Wahlperiode)                                                                                         |
| 1965 | 1974 | Helmut Walther   | 1914 | 1994  | LDPD      | Bürgermeister |
| 1974 | 1988 | Horst Theuring   | 1926 | 1993  | LDPD      | Bürgermeister |
| 1988 | 1990 | Volkmar Kunze    | 1954 |       | LDPD      | Bürgermeister |
| 1990 | 1994 | Eberhard Schmidt | 1940 |       | parteilos | Bürgermeister |
| 1994 | 2001 | Volkmar Kunze    | 1954 |       | FDP       | bis 1995 Bürgermeister, dann Oberbürgermeister (Radebeul wurde zum 1. März 1995 Große Kreisstadt); Wahl: 1994 * 1995–2000: Erster Bürgermeister: Ingolf Roßberg (FDP) |
| 2001 |      | Bert Wendsche    | 1964 |       | parteilos | Oberbürgermeister; Wahlen: 2022, 2015, 2008, 2001 |